# Нова Васильєвка (Стерлітамацький район)
Нова Васи́льєвка (рос. Новая Васильевка, башк. Яңы Васильевка) — присілок у складі Стерлітамацького району Башкортостану, Росія. Входить до складу Аючевської сільської ради.
Населення — 246 осіб (2010; 236 в 2002).
Національний склад:
- башкири — 54%
- росіяни — 27%